# Pulicaria glutinosa
Pulicaria glutinosa là một loài thực vật có hoa trong họ Cúc. Loài này được (Boiss.) Jaub. & Spach miêu tả khoa học đầu tiên.